# Mona-Jeanette Berntsen
Mona-Jeanette Berntsen (conhecida somente como Mona) é uma dançarina de hip hop norueguesa, mais conhecida por ser a vencedora do reality show So You Think You Can Dance, na versão escandinava.